# Street’s Disciple
Street’s Disciple – siódmy studyjny album amerykańskiego rapera Nasa. Został wydany w listopadzie 2004 roku.
Album zadebiutował na 5. miejscu notowania Billboard 200, sprzedając się w ilości 232.000 egzemplarzy w pierwszym tygodniu. 18 listopada, 2005 roku kompozycja została zatwierdzona jako platyna.

## Lista utworów

### CD I
1. Intro
2. A Message To The Feds, Sincerely, We The People
3. Nazareth Savage
4. American Way
5. Coon Picnic (These Are Our Heroes)
6. Disciple
7. Sekou Story
8. Live Now
9. Rest Of My Life
10. Just a Moment
11. Reason
12. You Know My Style

### CD II
1. Suicide Bounce
2. Street’s Disciple
3. U.B.R. (Unauthorized Biography Of Rakim)
4. Virgo
5. Remember The Times (Intro)
6. Remember The Times
7. The Makings Of A Perfect Bitch
8. Getting Married
9. No One Else In The Room
10. Bridging The Gap
11. War
12. Me & You (Dedicated To Destiny)
13. Thief's Theme